# Mateusz Narloch
Mateusz Narloch (ur. 24 listopada 1994) – polski aktor dubbingowy i teatralny, podkładający głos do filmów, gier komputerowych, seriali dla dzieci oraz słuchowisk radiowych.
Brał udział m.in. w tworzeniu polskiej ścieżki dialogowej, użyczając głosu w filmie Karol. Człowiek, który został papieżem i w serialu Co gryzie Jimmy’ego?. Dubbingował również postać Leonarda w filmowej produkcji Walta Disneya Pupilek oraz Grubcia w reedycji serialu animowanego Był sobie człowiek. Współpracując z radiem nagrał m.in. słuchowisko pt. Lądowanie w parku, a także stałej niedzielnej audycji pt. I co z tym fantem zrobić.
Na scenie zadebiutował w 2000, na deskach TM ROMA w musicalu Miss Saigon rolą Tama, syna głównej bohaterki Kim. W 2007 w spektaklu Akademia pana Kleksa grał Adasia Niezgódkę oraz jednego z uczniów akademii o imieniu Antoni.

## Teatr
- 2011: Aladyn Jr. – Młodzież/Osioł
- 2007: Akademia pana Kleksa – Antoni i Adaś Niezgódka
- 2000: Miss Saigon – Tam

## Filmografia
- 2018: W rytmie serca – uczeń Liceum Ogólnokształcącego w Kazimierzu Dolnym (odc. 25)

## Polski dubbing
- 2021: Arcane – Claggor
- 2021: Doogie Kameāloha, lekarka – Loto[3]
- 2021: Sowi dom – Hunter
- 2021: Flora i Ulisses – Ron
- 2020: Zwariowane melodie: Kreskówki – Bertie (odc. 45a)
- 2020: Julie and the Phantoms – Willie
- 2020: Fineasz i Ferb: Fretka kontra Wszechświat – Ferb Fletcher
- 2018: Prawo Milo Murphy’ego – Ferb Fletcher
- 2018: Spider-Man Uniwersum – Miles Morales
- 2018: Pokémon: Słońce i Księżyc – Kiawe
- 2017: Abc i Magii 17 – Kaleb
- 2016: Jedenastka – Ricky Flores
- 2015: Miraculum: Biedronka i Czarny Kot –
  - Kim,
  - Jagged Stone
- 2015: Totalna Porażka: Wariacki wyścig – Devin
- 2014: Sonic Boom – Justin Bober (odc. 48)
- 2014: Jak wytresować smoka 2 – Śledzik
- 2013: Jeźdźcy smoków – Śledzik
- 2013: Liv i Maddie – Diggie
- 2013: Sanjay i Craig – Sanjay
- 2013: Krudowie – Tank
- 2012: Jak wymiatać – Carlos Garcia (odc. 14)
- 2012: Mega Spider-Man –
  - Alex (odc. 29),
  - Oliver „Ollie” Osnick / Sieciak / Steel Spider (odc. 33)
- 2011: Fineasz i Ferb: Podróż w drugim wymiarze – Ferb Fletcher
- 2011: Nadzdolni – Cameron Parks
- 2010–2011: Przyjaciele z Kieszonkowa – Magic
- 2010–2011: Bakugan: Młodzi wojownicy –
  - Billy Gilbert,
  - Shadow Prove,
  - Baron Leltoy
- 2010: Harry Potter i Insygnia Śmierci Część 1 – Dudley Dursley
- 2010: Taniec rządzi – Deuce Martinez
- 2010: Para królów – Brady
- 2010: Pieskie życie – Calvin Wheeler
- 2010: Jak wytresować smoka – Śledzik
- 2009: Big Time Rush – Carlos
- 2009: Opowieść wigilijna
- 2009: Podniebny pościg – Tyler Burns
- 2009: Hannah Montana: Film – Oliver Oken/Mike Standley III
- 2009: Program ochrony księżniczek – Bull
- 2009: Góra Czarownic – Seth
- 2009: Hotel dla psów – Mark
- 2008: Stich! – Tarou
- 2008: Tajmiaki – Charlie
- 2008: Tajemniczy Sobotowie –
  - Zak Sobota,
  - Zak Poniedziałek
- 2008: Dzieciak kontra Kot – Lorne
- 2008: Niezwykła piątka na tropie – Fuks
- 2008: Suite Life: Nie ma to jak statek – Zack Martin
- 2008: Świat Questa – Książę Nestor
- 2008: Fallout 3 – różne postacie
- 2008: Opowieści z Narnii: Książę Kaspian
- 2007–2009: iCarly – Freddie
- 2007: Pokémon: Wymiar Walki −
  - Tyler,
  - Mitchell
- 2007: Przygody Sary Jane
- 2007: Co gryzie Jimmy’ego? – Jimmy
- 2007: Rodzinka Robinsonów – Gub
- 2007: Ben 10: Wyścig z czasem
- 2007: Smyki – Jake
- 2007–2015: Fineasz i Ferb – Ferb Fletcher
- 2007: Czarodzieje z Waverly Place – Frankie (odc. 4 i 8)
- 2006: Hannah Montana − Oliver Oken/Mike Standley III
- 2006: Co gryzie Jimmy’ego? – Jimmy
- 2006: Straszny dom
- 2006: Wpuszczony w kanał
- 2006: H2O – wystarczy kropla – Elliot Gilbert (odc. 1-39)
- 2005: Strażackie opowieści – Gazik
- 2005: Nie ma to jak hotel – Zack Martin
- 2005–2008 Ben 10 – Gilbert (odc. 20)
- 2004: Pupilek – Leonard
- 2003: W ukrytej kamerze – Beans